# Марахимов, Мадамин
Мадамин Марахимов (род. 1928 год, Андижанский округ, Узбекская ССР) — механизатор колхоза «Коммунизм» Янгиюльского района, Ташкентская область, Узбекская ССР. Герой Социалистического Труда (1950).

## Биография
Родился в 1928 году в крестьянской семье в одном из сельских населённых пунктов Андижанского округа. После окончания местной сельской школы трудился рядовым колхозником на хлопковых полях в колхозе «Коммунизм» Янгиюльского района, которым с 1952 года руководил Герой Социалистического Труда Махмуд Исматов. В последующем окончил училище механизации сельского хозяйства и трудился механизатором хлопкоуборочного комбайна в этом же колхозе.
Ежегодно показывал высокие трудовые результаты при уборке хлопка-сырца. Занимал передовые место в социалистическом соревновании среди механизаторов Янгиюльского района и Ташкентской области. Указом Президиума Верховного Совета СССР от 14 декабря 1972 года удостоен звания Героя Социалистического Труда за «за большие успехи, достигнутые в увеличении производства и продажи государству хлопка, зерна и других продуктов земледелия, и проявленную трудовую доблесть на уборке урожая» с вручением ордена Ленина и золотой медали «Серп и Молот» (№ 15210).
Участвовал во Всесоюзной выставке ВДНХ. В 1974 году окончил заочное отделение агрономического факультета Ташкентского сельскохозяйственного института. Трудился бригадиром хлопководческой бригады в родном колхозе.
Дальнейшая судьба не известна.
Награды
- Герой Социалистического Труда
- Орден Ленина
- Орден Трудового Красного Знамени
- Медали ВДНХ